# Pascal Millien
Pascal Millien (ur. 3 maja 1986 w Léogâne) – haitański piłkarz występujący na pozycji pomocnika w tajlandzkim klubie Rayong oraz w reprezentacji Haiti. W swojej karierze grał także w takich zespołach jak Tampa Bay, Sligo Rovers oraz Sheikh Russel. Znalazł się w kadrze na Copa América 2016.